# Arvesta Kelly
Arvesta Kelly (Jackson, Misisipi; 20 de noviembre de 1945) es un exjugador de baloncesto estadounidense que disputó cinco temporadas en la ABA. Con 1,88 metros de estatura, jugaba en las posiciones de base o escolta.

## Trayectoria deportiva

### Universidad
Jugó cuatro temporadas con los Blue Tigers de la Universidad de Lincoln, en las que promedió 21,2 puntos por partido, anotando en total 1.853 puntos, llegando a conseguir 53 en un partido, ambos récords de su universidad en el momento que se produjeron.

### Profesional
Fue elegido en la octogésimo quinta posición del Draft de la NBA de 1967 por St. Louis Hawks, pero acabó fichando por los Pittsburgh Pipers de la ABA. En su primera temporada apenas disputó 16 partidos de temporada regular, acabando la misma como campeones, tras derrotar en las finales a New Orleans Buccaneers. Kelly colaboró con 3,9 puntos y 2,1 rebotes por partido.
Al año siguiente el equipo se trasladó a Minnesota, y de vuelta en Pittsburgh, en la temporada 1969-70 actuó finalmente como titular, disputando su mejor campaña como profesional, al promediar 13,7 puntos y 3,8 rebotes por partido.
Mediada la temporada siguiente fue traspasado a los Carolina Cougars,, pero acabó regresando a Pittsburgh, para terminar su carrera en las filas de los Indiana Pacers.

## Estadísticas de su carrera en la ABA

### Temporada regular
| Temporada | Edad | Equipo             | Liga | Pos. | P   | TIT | MIN  | TC  | TCA  | %TC  | 3P  | 3PA | %3P  | 2P  | 2PA  | %2P  | TL  | TLA | %TL  | R.OF. | R.DEF. | REB | ASIS | ROB | TAP | PER | FP  | PTS  |
| 1967-68   | 22   | Pittsburgh Pipers  | ABA  |      | 16  |     | 9.1  | 1.6 | 4.8  | .342 | 0.2 | 0.8 | .231 | 1.4 | 3.9  | .365 | 0.5 | 0.8 | .615 |       |        | 2.1 | 0.8  |     |     | 0.6 | 2.1 | 3.9  |
| 1968-69   | 23   | Minnesota Pipers   | ABA  | SG   | 68  |     | 15.7 | 2.3 | 6.3  | .365 | 0.4 | 1.5 | .238 | 1.9 | 4.7  | .406 | 0.9 | 1.5 | .612 | 0.8   | 1.5    | 2.3 | 0.9  |     |     | 1.3 | 2.1 | 5.9  |
| 1969-70   | 24   | Pittsburgh Pipers  | ABA  | PG   | 70  |     | 34.2 | 5.5 | 11.1 | .494 | 0.3 | 1.1 | .284 | 5.2 | 10.1 | .516 | 2.4 | 3.7 | .654 | 1.7   | 2.1    | 3.8 | 3.2  |     |     | 3.0 | 2.8 | 13.7 |
| 1970-71   | 25   | TOTAL              | ABA  |      | 22  |     | 8.2  | 0.9 | 1.6  | .571 | 0.0 | 0.1 | .000 | 0.9 | 1.5  | .625 | 0.8 | 1.4 | .581 | 0.4   | 0.7    | 1.1 | 0.8  |     |     | 1.0 | 1.5 | 2.6  |
| 1970-71   | 25   | Pittsburgh Condors | ABA  |      | 17  |     | 7.9  | 0.9 | 1.6  | .593 | 0.0 | 0.2 | .000 | 0.9 | 1.4  | .667 | 0.7 | 1.4 | .522 | 0.5   | 0.9    | 1.4 | 1.0  |     |     | 0.8 | 1.5 | 2.6  |
| 1970-71   | 25   | Carolina Cougars   | ABA  |      | 5   |     | 9.0  | 0.8 | 1.6  | .500 | 0.0 | 0.0 |      | 0.8 | 1.6  | .500 | 1.2 | 1.6 | .750 | 0.2   | 0.0    | 0.2 | 0.0  |     |     | 1.6 | 1.6 | 2.8  |
| 1971-72   | 26   | TOTAL              | ABA  | SG   | 12  |     | 9.3  | 1.1 | 2.4  | .448 | 0.1 | 0.3 | .333 | 1.0 | 2.2  | .462 | 0.3 | 0.3 | .750 | 0.4   | 0.8    | 1.3 | 1.2  |     |     | 0.7 | 1.7 | 2.5  |
| 1971-72   | 26   | Pittsburgh Condors | ABA  |      | 8   |     | 8.9  | 1.3 | 2.5  | .500 | 0.1 | 0.4 | .333 | 1.1 | 2.1  | .529 | 0.4 | 0.5 | .750 | 0.5   | 0.5    | 1.0 | 1.5  |     |     | 0.8 | 1.3 | 3.0  |
| 1971-72   | 26   | Indiana Pacers     | ABA  | SG   | 4   |     | 10.3 | 0.8 | 2.3  | .333 | 0.0 | 0.0 |      | 0.8 | 2.3  | .333 | 0.0 | 0.0 |      | 0.3   | 1.5    | 1.8 | 0.5  |     |     | 0.5 | 2.5 | 1.5  |
| Total     |      |                    | ABA  |      | 188 |     | 20.7 | 3.2 | 7.1  | .445 | 0.3 | 1.1 | .253 | 2.9 | 6.1  | .479 | 1.4 | 2.2 | .637 | 1.1   | 1.6    | 2.6 | 1.8  |     |     | 1.8 | 2.3 | 8.0  |

### Playoffs
| Temporada | Edad | Equipo            | Liga | Pos. | P  | TIT | MIN  | TC  | TCA | %TC  | 3P  | 3PA | %3P  | 2P  | 2PA | %2P  | TL  | TLA | %TL   | R.OF. | R.DEF. | REB | ASIS | ROB | TAP | PER | FP  | PTS |
| 1967-68 ❍ | 22   | Pittsburgh Pipers | ABA  |      | 8  |     | 3.4  | 0.6 | 1.8 | .357 | 0.3 | 0.5 | .500 | 0.4 | 1.3 | .300 | 0.5 | 0.6 | .800  |       |        | 0.6 | 0.0  |     |     | 0.3 | 1.0 | 2.0 |
| 1968-69   | 23   | Minnesota Pipers  | ABA  | SG   | 5  |     | 10.0 | 1.6 | 4.4 | .364 | 1.0 | 2.8 | .357 | 0.6 | 1.6 | .375 | 0.6 | 0.6 | 1.000 |       |        | 2.2 | 1.0  |     |     | 0.8 | 2.8 | 4.8 |
| Total     |      |                   | ABA  |      | 13 |     | 5.9  | 1.0 | 2.8 | .361 | 0.5 | 1.4 | .389 | 0.5 | 1.4 | .333 | 0.5 | 0.6 | .875  |       |        | 1.2 | 0.4  |     |     | 0.5 | 1.7 | 3.1 |